# Ken Richardson
William Kenneth Richardson (21 de agosto de 1911 – 27 de junho de 1997) foi um automobilista britânico nascido na Inglaterra que participou do Grande Prêmio da Itália de 1951 de Fórmula 1.